# Gunja
Gunja est un village et une municipalité située dans la région de Spačva et dans le comitat de Vukovar-Syrmie, en Croatie. Au recensement de 2001, la municipalité comptait 5 033 habitants, dont 64,30 % de Croates et 13,77 % de Bosniaques ; en 2001, la municipalité et le village étaient confondus.

## Localités
La municipalité de Gunja ne compte qu'une seule localité, le village éponyme de Gunja.